# 基于关系的访问控制
在计算机系统安全领域，基于关系的访问控制 (ReBAC)定义了一种授权范式，其中主体访问资源的权限由这些主体与资源之间存在的关系来定义。
通常，ReBAC 中的授权是通过遍历关系有向图来执行的。该图的节点和边与资源描述框架 (RDF)数据格式中的三元组非常相似。 ReBAC 系统允许存在关系层次结构，一些系统还允许定义更复杂的关系，包括关系上的代数运算符，例如并集、交集和差集。
ReBAC 随着社交网络应用的兴起而流行起来，在这些应用中，用户需要根据他们与数据接收者之间的关系，而不是接收者的角色，来控制他们的个人信息。使用 ReBAC 可以为团队和群体统一定义权限，从而消除了为每个资源单独设置权限的需要。
与基于角色的访问控制 (RBAC)相比，RBAC 定义了带有特定特权集的角色，并将这些角色分配给主体， ReBAC (与 ABAC 类似) 允许定义更细粒度的权限。例如，如果 ReBAC 系统定义了文档（document）类型的资源，该资源可以允许一个操作编辑者（editor） ，如果系统包含了关系('alice', 'editor', 'document:budget') ，那么主体Alice就可以编辑特定的资源document:budget 。 ReBAC 的缺点是，因为它允许更细粒度的访问，这也就意味着应用程序可能需要执行更多的授权检查。
ReBAC 系统采取默认拒绝的策略，并且可以在它们之上构建 RBAC 系统。

## 历史
ReBAC 这个术语由 Carrie E. Gates 于 2006 年提出。
2019 年，谷歌发表了一篇论文，介绍了“桑给巴尔：谷歌的一致性全球授权系统”。论文定义了一个系统，该系统由命名空间配置和表示为三元组的关系数据组成。
自该论文发表以来，已经有多家公司开发出了商业和开源的 ReBAC 系统产品。

## 实现
- Zanzibar[2]
- SpiceDB [7]
- 3Edges
- OpenFGA
- Aserto
- Permit.io
- Topaz[8]